# Биологический возраст
Биологический возраст, или Возраст развития — понятие, отражающее степень морфологического и физиологического развития организма. Введение понятия «биологический возраст» объясняется тем, что календарный (паспортный, хронологический) возраст не является достаточным критерием состояния здоровья и трудоспособности стареющего человека.
Среди сверстников по хронологическому возрасту обычно существуют значительные различия по темпам возрастных изменений. Расхождения между хронологическим и биологическим возрастом, позволяющие оценить интенсивность старения и функциональные возможности индивида, неоднозначны в разные фазы процесса старения. Самые высокие скорости возрастных сдвигов отмечаются у долгожителей, в более молодых группах они незначительны.
Биологический возраст определяется совокупностью обменных, структурных, функциональных, регуляторных особенностей и приспособительных возможностей организма. Оценка состояния здоровья методом определения биологического возраста отражает влияние на организм внешних условий и наличие (отсутствие) патологических изменений.
Биологический возраст, помимо наследственности, в большой степени зависит от условий среды и образа жизни. Поэтому во второй половине жизни люди одного хронологического возраста могут особенно сильно различаться по морфо-функциональному статусу, то есть биологическому возрасту. Моложе своего возраста обычно оказываются те из них, у которых благоприятный повседневный образ жизни сочетается с положительной наследственностью.
Основные проявления биологического возраста при старении — нарушения важнейших жизненных функций и сужение диапазона адаптации, возникновение болезней и увеличение вероятности смерти или снижение продолжительности предстоящей жизни. Каждое из них отражает течение биологического времени и связанное с ним увеличение биологического возраста.

## Критерии определения биологического возраста
- зрелость (оценивается на основе развития вторичных половых признаков);
- скелетная зрелость (оценивается по срокам и степени окостенения скелета);
- зубная зрелость (оценивается по сроками прорезывания молочных и постоянных зубов);
- наследственность;
- конституция человека;
- зрелость интеллекта (уровень развития как личности).

Существует большое количество предложенных разными исследователями тестов — в зависимости от целей исследования. В качестве критериев биологического возраста могут быть использованы и различные морфологические, в меньшей степени психологические показатели, отражающие общую и профессиональную работоспособность, здоровье и возможности адаптации. Большое значение придается изучению возрастных изменений на молекулярном уровне.
Сокращенный метод определения биологического возраста для взрослых лиц: кардиопульмональная система (систолическое артериальное давление, жизненная ёмкость легких, артериальное парциальное давление кислорода); психика, органы чувств (зрение, слух, способность к переключению внимания); двигательный аппарат (эластическая способность сухожилий); состояние зубов (количество здоровых зубов). Темпы старения, как и развития, в определённой степени зависят и от конституции человека.
При определении «возрастных норм» и биологического возраста человека следует учитывать пол, индивидуальные и конституциональные особенности, а также принадлежность к определённой эколого-популяционной группе, влияние социальных факторов и другие обстоятельства.

## Управление биологическим возрастом человека
Все составляющие здорового образа жизни влияют на биологический возраст. Уменьшение его, стабилизация или замедление это замедление старения. Важно знать вклад отдельных факторов в этот процесс. Наиболее решающим, по-видимому, является психологический фактор — желание тратить на это силы, время и средства. Не просто заставлять себя регулярно и скрупулёзно выполнять все необходимые тесты.

## Биологический возраст мужчин и женщин
По биологическим процессам, как считают геронтологи, женщины стареют медленнее и живут дольше на 6-8 лет. Большая жизнеспособность женщин сохраняется на протяжении всей жизни.
Согласно некоторым источникам, существует ряд психологически-социальных причин, по-разному влияющих на продолжительность жизни разных полов. Для женщин социальными факторами долголетия являются удовлетворенность сексуальной жизнью, наличие семьи и детей. Для мужчин — удовлетворенность карьерой, самосовершенствованием.